# Satī (divinità induista)

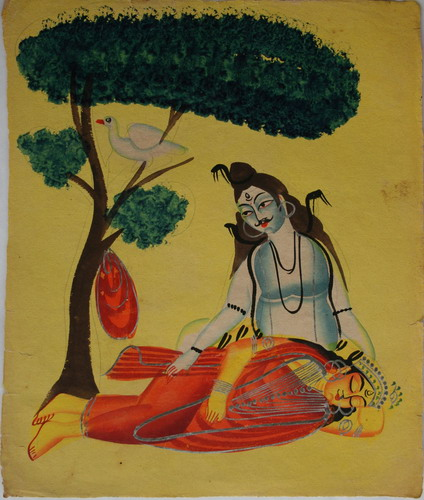
Siva in lutto per Satī, pittura del XIX secolo.

Satī (in sanscrito सती) è una divinità induista, dal cui nome deriva l'omonima pratica funeraria indiana.

## Mitologia
La dea Satī, una personificazione della divina Prakṛti, la Natura, prese forma umana per ordine di Brahmā. Nacque come figlia di Dakṣa, uno dei figli di Brahmā, e di Prasuti. In quanto figlia di Dakśa è conosciuta anche come Dākśāyani.

### Il matrimonio con Śiva
Nell'ordinare alla dea Satī di prendere forma umana, lo scopo di Brahmā era trovare una moglie devota per Śiva. Era perciò naturale che Satī già da bambina adorasse le favole e le leggende che riguardavano Śiva e che crescesse come sua ardente devota.
Quando divenne una donna l'idea di sposare chiunque tranne Śiva divenne per lei un anatema. Ogni proposta di suo padre di sposare qualche re valoroso e ricco le faceva desiderare sempre di più l'asceta del monte Kailash, il dio degli dèi. Dopo aver vinto l'amore di Śiva con austere pratiche ascetiche, Satī si ritirò con il marito sul monte a lui sacro.

### L'arroganza di Dakṣa
Dakṣa organizzò una volta un grande sacrificio (Yajña), a cui invitò tutti gli dèi tranne Śiva e Satī. Satī cercò di razionalizzare tale omissione, pensando che i genitori non li avessero invitati formalmente in quanto membri della famiglia. Pensò così di recarsi al sacrificio comunque.

### Auto-immolazione
Dakśa accolse la figlia con freddezza e presto ebbero a discutere alacremente delle virtù (o della mancanza di virtù) di Śiva. Divenne così chiaro a Satī che suo padre riteneva il suo matrimonio un disonore familiare. Per la rabbia causata dall'ottusità paterna, Satī invocò i poteri yogici e si immolò bruciando dall'interno.

### La rabbia di Śiva
Śiva in meditazione sul Kailash percepì la catastrofe. Creò Virabhadra, un demone sanguinario, che si scagliò sulla scena del sacrificio e fece strage delle divinità convenute. Lo stesso Dakśa fu decapitato.
Per il dolore della perdita Śiva cominciò a muovere i passi del Tāndava, la danza cosmica con cui periodicamente riassorbe l'universo, portando il corpo arso di Satī sulle spalle. Gli dèi preoccupati invocarono allora Viśnu, affinché fermasse la pericolosa danza. Viśnu scagliò allora il suo disco per smembrare il corpo di Satī, alleggerendo così il peso dalle spalle di Śiva e restituendogli la salute mentale. Il corpo di Satī fu smembrato in 51 pezzi che caddero in vari luoghi del territorio indostano. In corrispondenza d'ogni luogo in cui cadde una parte del corpo della dea sorse un luogo sacro chiamato Śakti Pitha. Gli Śakti Pitha sono luoghi sacerrimi di pellegrinaggio per tutti i seguaci dello śaktismo e dei Tantra. Il luogo più sacro di tutti si trova nell'Assam, nei pressi della città di Guwahati, dove precipitò la vulva di Satī.